# Statuenmenhire von Rieuviel

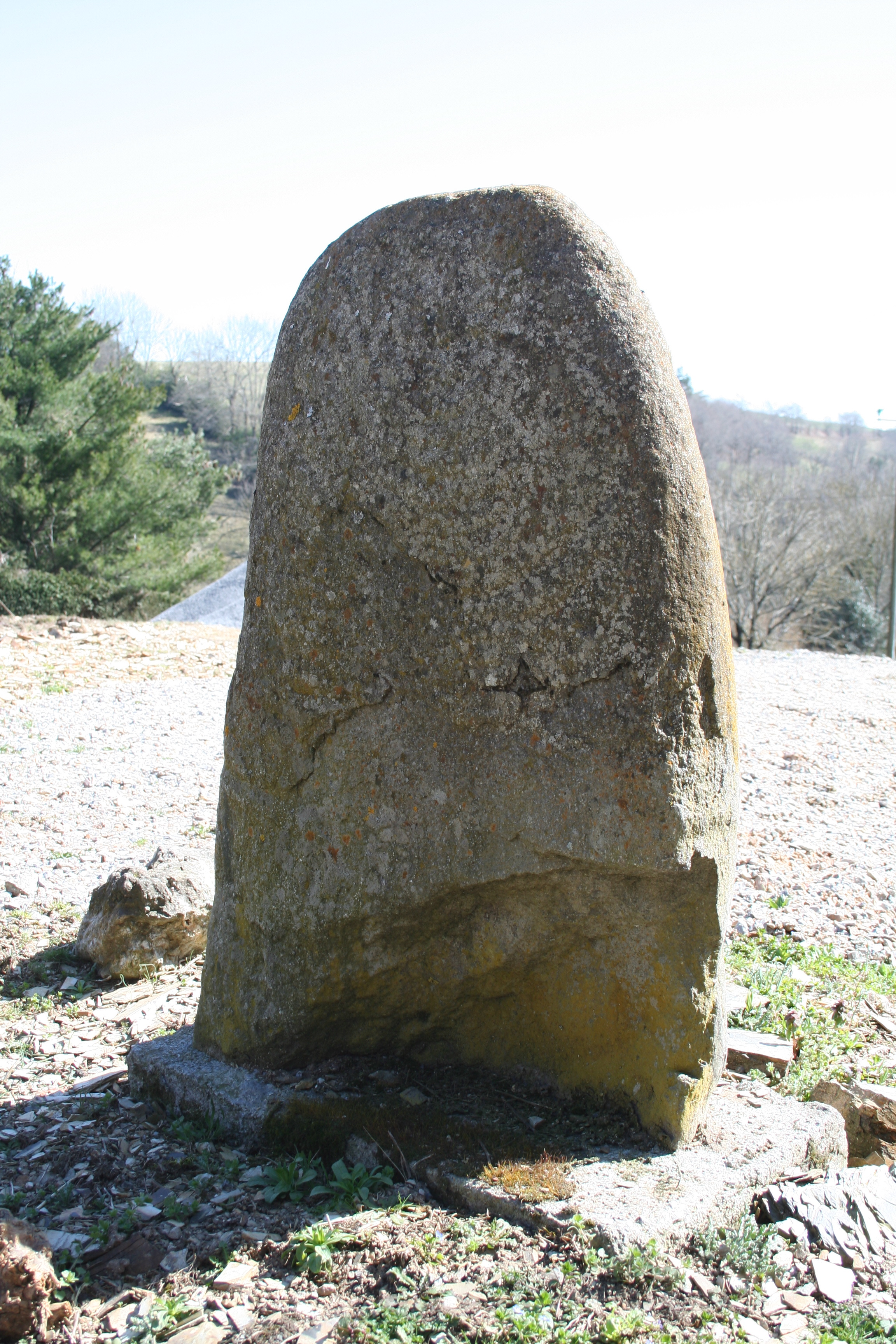
Statuenmenhir von Rieuviel

Die beiden Statuenmenhire von Rieuviel stehen nordöstlich und südwestlich des Weilers Rieuviel, in Moulin-Mage bei Lacaune im Département Tarn in Frankreich.
Der weibliche Statuenmenhir südwestlich des Weilers ist nur 1,2 Meter hoch. Die Gravuren sind deutlich zu sehen. Gesicht, Halsketten, Brüste, Arme, Gürtel auf der Vorderseite und Haare auf dem Rücken. Ihre Beine sind abgebrochen (Lage: 43° 43′ 6,6″ N, 2° 45′ 27″ O).

Statuenmenhire von Rieuviel in Moulin-Mage
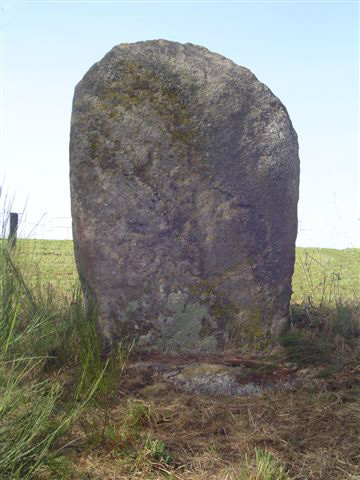
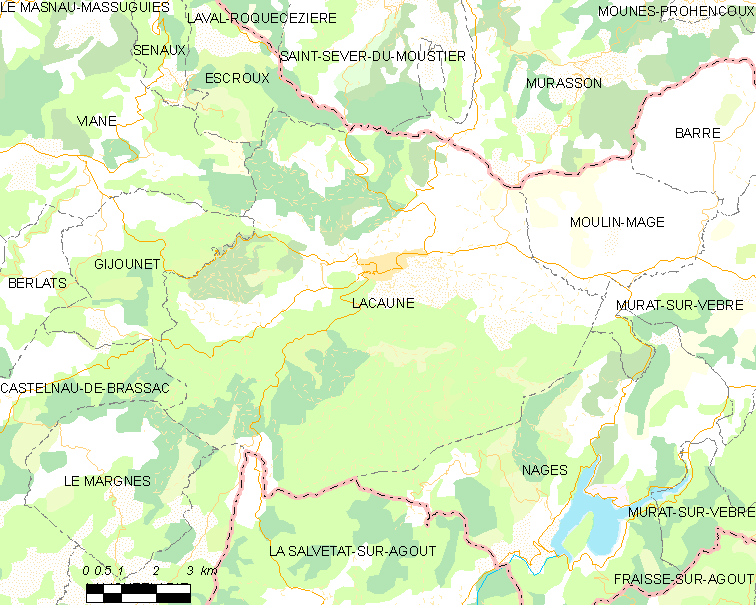
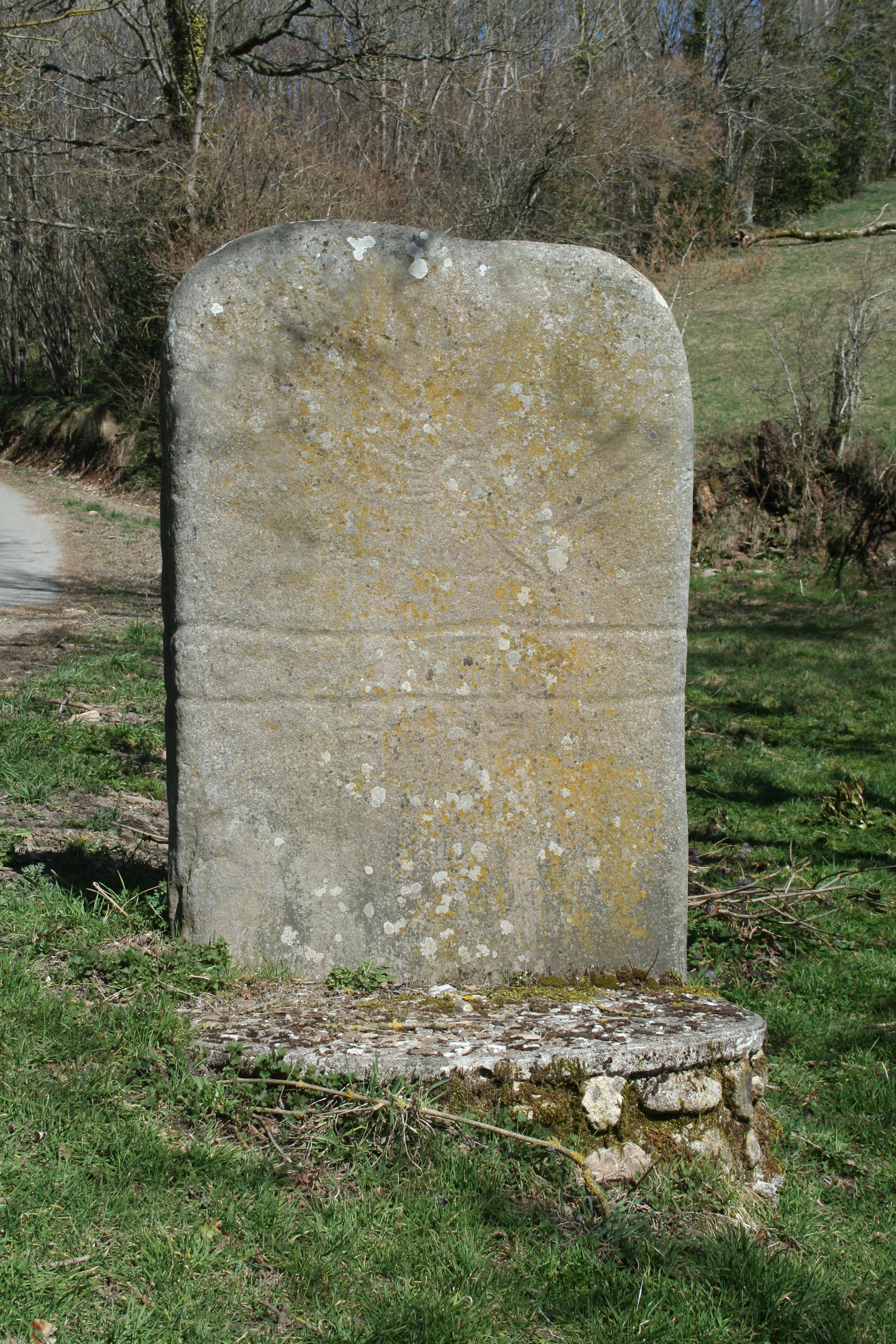
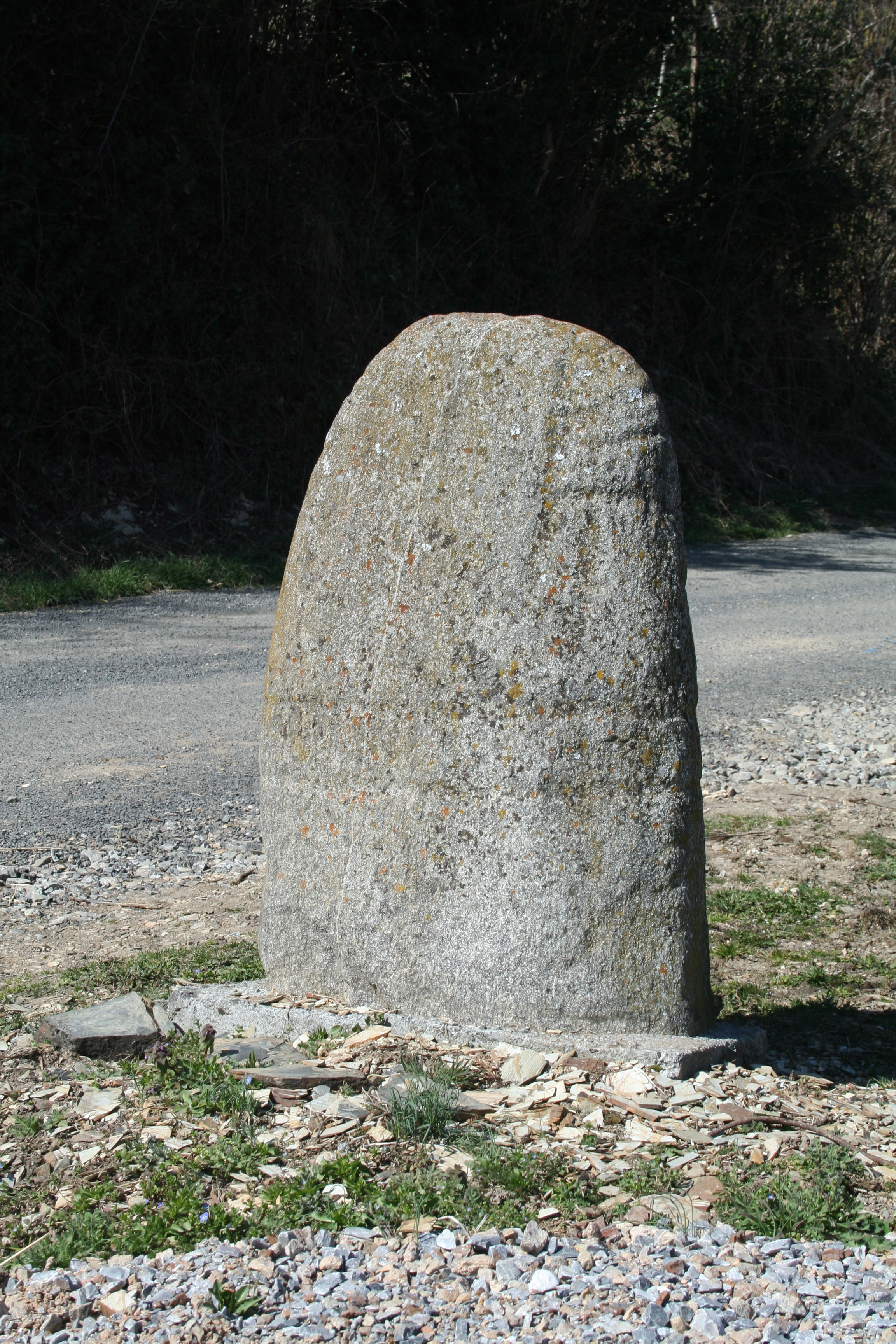

Der männliche Statuenmenhir ist in einen kleinen Sockel einbetoniert und bildet mit einem Kreuz auf der anderen Straßenseite eine Eingangsgasse zum Weiler. Er ist etwa 1,7 Meter hoch und die Gravuren auf der Vorderseite sind sehr klar. Er hat ein volles Gesicht, Arme (mit Fingern), Kragenstück, Gürtel mit Schnalle, Beine (mit Zehen). Nicht zu erkennen sind die Waffen, die er üblicherweise trägt und die Rückengravur ist unklar (Lage: 43° 43′ 14,1″ N, 2° 45′ 36″ O).
In der Nähe stehen die Statuenmenhire Pech-de-Naudène, Pierre Plantée von Lacaune und Vacant-de-Rieuviel.